# Rząd Gabriela Borica
Rząd Gabriela Borica – gabinet pod kierownictwem prezydenta Gabriela Borica, sprawujący władze w Chile od 11 marca 2022.
Rząd tworzy lewicowa koalicja prezydenckiej partii Convergencia Social i 10 innych partii lewicowych.
Ministrowie Chile i urzędnicy w randzie ministra według precedencji:
| Ministerstwa/urzędy                                 | Nazwa oryginalna                                                 | Ministrowie/urzędnicy w randze ministra | Czas pełnienia funkcji | Czas pełnienia funkcji |
| Ministerstwa/urzędy                                 | Nazwa oryginalna                                                 | Ministrowie/urzędnicy w randze ministra | od                     | do                     |
| --------------------------------------------------- | ---------------------------------------------------------------- | --------------------------------------- | ---------------------- | ---------------------- |
| minister administracji i bezpieczeństwa publicznego | Ministerio del Interior y Seguridad Pública                      | Izkia Siches Pastén                     | 11 marca 2022          | 6 września 2022        |
| minister administracji i bezpieczeństwa publicznego | Ministerio del Interior y Seguridad Pública                      | Carolina Tohá Morales                   | 6 września 2022        |                        |
| minister spraw zagranicznych                        | Ministerio de Relaciones Exteriores                              | Antonia Urrejola Noguera                | 11 marca 2022          | 10 marca 2023          |
| minister spraw zagranicznych                        | Ministerio de Relaciones Exteriores                              | Alberto van Klaveren Stork              | 10 marca 2023          |                        |
| minister obrony narodowej                           | Ministerio de Defensa Nacional                                   | Maya Fernández Allende                  | 11 marca 2022          |                        |
| minister finansów                                   | Ministerio de Hacienda                                           | Mario Marcel Cullell                    | 11 marca 2022          |                        |
| minister sekretarz generalny prezydencji            | Ministerio Secretaría General de la Presidencia                  | Giorgio Jackson Drago                   | 11 marca 2022          | 6 września 2022        |
| minister sekretarz generalny prezydencji            | Ministerio Secretaría General de la Presidencia                  | Ana Lya Uriarte Rodríguez               | 6 września 2022        | 19 kwietnia 2023       |
| minister sekretarz generalny prezydencji            | Ministerio Secretaría General de la Presidencia                  | Álvaro Elizalde Soto                    | 19 kwietnia 2023       |                        |
| minister sekretarz generalny rządu                  | Ministerio Secretaría General de Gobierno                        | Camila Vallejo Dowling                  | 11 marca 2022          | 23 grudnia 2024        |
| minister gospodarki, rozwoju i turystyki            | Ministerio de Economía, Fomento y Turismo                        | Nicolás Grau Veloso                     | 11 marca 2022          |                        |
| minister rozwoju społecznego i rodziny              | Ministerio de Desarrollo Social y Familia                        | Jeanette Vega Morales                   | 11 marca 2022          | 25 sierpnia 2022       |
| minister rozwoju społecznego i rodziny              | Ministerio de Desarrollo Social y Familia                        | Giorgio Jackson Drago                   | 6 września 2022        | 11 sierpnia 2023       |
| minister rozwoju społecznego i rodziny              | Ministerio de Desarrollo Social y Familia                        | Javiera Toro Cáceres                    | 16 sierpnia 2023       |                        |
| minister edukacji                                   | Ministerio de Educación                                          | Marco Antonio Ávila Lavanal             | 11 marca 2022          | 16 sierpnia 2023       |
| minister edukacji                                   | Ministerio de Educación                                          | Nicolás Cataldo Astorga                 | 16 sierpnia 2023       |                        |
| minister sprawiedliwości i praw człowieka           | Ministerio de Justicia y Derechos Humanos                        | Marcela Ríos Tobar                      | 11 marca 2022          | 7 stycznia 2023        |
| minister sprawiedliwości i praw człowieka           | Ministerio de Justicia y Derechos Humanos                        | Luis Cordero Vega                       | 11 stycznia 2023       | 17 października 2024   |
| minister sprawiedliwości i praw człowieka           | Ministerio de Justicia y Derechos Humanos                        | Jaime Gajardo Falcón                    | 17 października 2024   |                        |
| minister pracy i prognoz społecznych                | Ministerio del Trabajo y Previsión Social                        | Jeannette Jara Román                    | 11 marca 2022          |                        |
| minister robót publicznych                          | Ministerio de Obras Públicas                                     | Juan Carlos García Pérez de Arce        | 11 marca 2022          | 10 marca 2023          |
| minister robót publicznych                          | Ministerio de Obras Públicas                                     | Jessica López Saffie                    | 10 marca 2023          |                        |
| minister zdrowia                                    | Ministerio de Salud                                              | María Begoña Yarza Sáez                 | 11 marca 2022          | 6 września 2022        |
| minister zdrowia                                    | Ministerio de Salud                                              | Ximena Aguilera Sanhueza                | 6 września 2022        |                        |
| minister mieszkalnictwa i rozwoju miast             | Ministerio de Vivienda y Urbanismo                               | Carlos Montes Cisternas                 | 11 marca 2022          |                        |
| minister rolnictwa                                  | Ministerio de Agricultura                                        | Esteban Valenzuela Van Treek            | 11 marca 2022          |                        |
| minister górnictwa                                  | Ministerio de Minería                                            | Marcela Hernando Pérez                  | 11 marca 2022          | 16 sierpnia 2023       |
| minister górnictwa                                  | Ministerio de Minería                                            | Aurora Williams Baussa                  | 16 sierpnia 2023       |                        |
| minister transportu i komunikacji                   | Ministerio de Transportes y Telecomunicaciones                   | Juan Carlos Muñoz Abogabir              | 11 marca 2022          |                        |
| minister dóbr narodowych                            | Ministerio de Bienes Nacionales                                  | Javiera Toro Cáceres                    | 11 marca 2022          | 16 sierpnia 2023       |
| minister dóbr narodowych                            | Ministerio de Bienes Nacionales                                  | Marcela Sandoval Osorio                 | 16 sierpnia 2023       | 6 stycznia 2025        |
| minister dóbr narodowych                            | Ministerio de Bienes Nacionales                                  | Francisco Figueroa Cerda                | 9 stycznia 2025        |                        |
| minister energii                                    | Ministerio de Energía                                            | Claudio Huepe Minoletti                 | 11 marca 2022          | 6 września 2022        |
| minister energii                                    | Ministerio de Energía                                            | Diego Pardow Lorenzo                    | 6 września 2022        |                        |
| minister środowiska                                 | Ministerio del Medio Ambiente                                    | Maisa Rojas Corradi                     | 11 marca 2022          |                        |
| minister sportu                                     | Ministerio del Deporte                                           | Alexandra Benado Vergara                | 11 marca 2022          | 10 marca 2023          |
| minister sportu                                     | Ministerio del Deporte                                           | Jaime Pizarro Herrera                   | 10 marca 2023          |                        |
| minister ds. kobiet i równości płci                 | Ministerio de la Mujer y la Equidad de Género                    | Antonia Orellana Guarello               | 11 marca 2022          |                        |
| minister kultury, sztuki i dziedzictwa              | Ministerio de las Culturas, las Artes y el Patrimonio            | Julieta Brodsky Hernández               | 11 marca 2022          | 10 marca 2023          |
| minister kultury, sztuki i dziedzictwa              | Ministerio de las Culturas, las Artes y el Patrimonio            | Jaime de Aguirre Höffa                  | 10 marca 2023          | 16 sierpnia 2023       |
| minister kultury, sztuki i dziedzictwa              | Ministerio de las Culturas, las Artes y el Patrimonio            | Carolina Arredondo Marzán               | 16 sierpnia 2023       |                        |
| minister nauki, technologii, wiedzy i innowacji     | Ministerio de las Ciencia, Tecnología, Conocimiento e Innovación | Flavio Salazar Onfray                   | 11 marca 2022          | 6 września 2022        |
| minister nauki, technologii, wiedzy i innowacji     | Ministerio de las Ciencia, Tecnología, Conocimiento e Innovación | Silvia Díaz Acosta                      | 6 września 2022        | 10 marca 2023          |
| minister nauki, technologii, wiedzy i innowacji     | Ministerio de las Ciencia, Tecnología, Conocimiento e Innovación | Aisén Etcheverry Escudero               | 10 marca 2023          |                        |